# Никитина, Юлия Владимировна
Юлия Владимировна Никитина (род. 10 мая 1997 года) — российская акробатка.

## Карьера
Воспитанница центра спортивной подготовки им. Г.К. Казаджиева (Краснодар). Тренер - Ирина Скрябина.
На чемпионате мира 2014 года стала чемпионкой мира среди юниоров.
Обладательница Кубка мира по акробатике.
На первых Европейских играх завоевала серебро в той же дисциплине.